# Arthur Scargill

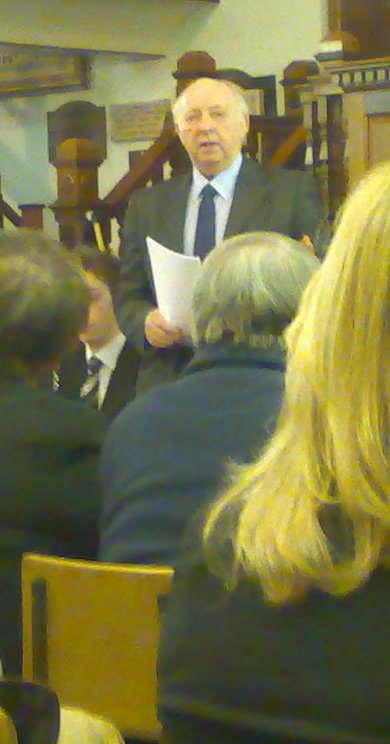
Arthur Scargill under ett Socialist Labour Party-möte 2010.

Arthur Scargill, född 11 januari 1938 i Worsbrough nära Barnsley, South Yorkshire, är en brittisk fackföreningsledare och politiker som var ordförande för National Union of Mineworkers (NUM) 1982–2002. Scargill är mest känd som ledare under gruvstrejken i Storbritannien 1984–1985 och som motståndare till Margaret Thatcher. Idag är han ledare för Socialist Labour Party (SLP) som han grundade 1996.

## Ungdomsåren och tidig karriär
Scargill gick med i Young Communist League 1955. Året därpå blev han dess Yorkshire District Chair och även medlem i dess nationella styrkommitté, National Executive Committee.